# Hybos natalensis
Hybos natalensis är en tvåvingeart som beskrevs av Smith 1969. Hybos natalensis ingår i släktet Hybos och familjen puckeldansflugor. Inga underarter finns listade i Catalogue of Life.